# Secretariaat van de BKP
Het Secretariaat van het Centraal Comité van de Bulgaarse Communistische Partij (Bulgaars: Секретариат на ЦК на БКП), was een van de belangrijkste organen van de Bulgaarse Communistische Partij.
Terwijl het Politbureau van het Centraal Comité van de BKP over het beleid ging, ging het Secretariaat over de centrale administratie van de partij. De leden van het Secretariaat werden door het Centraal Comité gekozen. De leden van het Secretariaat (de secretarissen van het Centraal Comité) waren ook lid van het Politbureau. De leider van het Secretariaat was de eerste secretaris (sinds 1981: secretaris-generaal). Hij zat ook de zittingen van het Politbureau en het Centraal Comité voor.
Het Secretariaat ging over kandidaatstellingen van personen op bestuurlijke of partijposten en over lidmaatschappen en royementen. Regionale partijsecretarissen brachten aan het Secretariaat verslag uit over de (economische) voortgang in hun gebied.
Het Secretariaat verdween met de opheffing van de BKP op 3 april 1990.